# التغير المناخي في عام 2023
يوثق هذا المقال الأحداث ونتائج الأبحاث والتقدم العلمي والتكنولوجي والإجراءات البشرية لقياس آثار ظاهرة الاحتباس الحراري والتغير المناخي والتنبؤ بهما والتخفيف منهما والتكيف معهما، خلال عام 2023.

## ملخصات
- 6 فبراير: قال الأمين العام للأمم المتحدة أنطونيو غوتيريش «لدي رسالة خاصة لمنتجي الوقود الأحفوري والعاملين على تمكينهم، الذين يسعون جاهدين لتوسيع الإنتاج وتحقيق أرباح ضخمة: إذا لم تتمكنوا من تحديد مسار موثوق به لصافي الانبعاثات الصفرية، مع تحقيق أهداف 2025 و2030 لجميع عملياتكم، فلا ينبغي أن تبدأوا العمل».[1]
- 20 مارس، نُشر التجميع النهائي لتقرير التقييم السادس للفريق الحكومي الدولي المعني بتغير المناخ، وهو يلخص حالة المعرفة المتعلقة بالتغير المناخي مع مدى الثقة المقدّرة. تتضمن الاستنتاجات الواردة في الملخص لصانعي السياسات المعاصرين أن مدى تأثر الأجيال الحالية والمستقبلية يعتمد على الخيارات المتاحة الآن وعلى المدى القريب، مع «ثقة عالية» بأن السياسات التي ستُنفذ بحلول نهاية عام 2020 «يُتوقع أن تؤدي إلى ارتفاع انبعاثات غازات الدفيئة العالمية في عام 2030 مقارنة بالانبعاثات التي تشير إليها المساهمات المحددة وطنيًا» وستفشل في تحقيق أهداف المناخ العالمية.[2]
- 6 سبتمبر: قال الأمين العام للأمم المتحدة أنطونيو غوتيريش: «لقد عانى كوكبنا للتو من موسم من الغليان، إذ كان الصيف الأكثر حرارة على الإطلاق. ها قد بدأ انهيار المناخ».[3]
- 24 أكتوبر: ذكر «تقرير حالة المناخ لعام 2023» الصادر عن بيوساينس أنه «يجب علينا تحويل وجهة نظرنا بشأن حالة الطوارئ المناخية من كونها مجرد قضية بيئية معزولة إلى تهديد وجودي منهجي».

## القياسات والإحصائيات
- 3 يناير: أفاد المركز الوطني لبيانات الثلج والجليد أن الجليد البحري في القطب الجنوبي بلغ أدنى مستوى له في سجل الأقمار الصناعية الممتد لمدة 45 عامًا، بأكثر من 500,000 كيلومتر مربع (193,000 ميل مربع) كانت أقل من الرقم القياسي السابق (2018)، مع المرور بأربع من أدنى خمس سنوات بحلول النصف الأخير من ديسمبر منذ عام 2016.[4]
- 26 يناير: قدر تقرير «اتجاهات الاستثمار في تحول الطاقة» الصادر عن بلومبرغ إن إي إف، لأول مرة، أن الاستثمار في تحول الطاقة يضاهي الاستثمار العالمي في الوقود الأحفوري، حوالي 1.1 تريليون دولار في عام 2022، متضمنًا استثمارات الصين البالغة 546 مليار دولار، والولايات المتحدة بحوالي 141 مليار دولار، والاتحاد الأوروبي ككتلة واحدة بحوالي 180 مليار دولار.[5]
- 3 أبريل: أُبلغ عن ارتفاع غير مبرر في انبعاثات خمسة من مركبات الكلوروفلوروكربون، التي جرى حظرها بنجاح بموجب بروتوكول مونتريال لعام 1989، في مجلة نيتشر جيوساينس، ويعادل تأثيرها المناخي في عام 2020 تقريبًا تأثير ثاني أكسيد الكربون المنبعث من الدنمارك في عام 2018.[6]
- أُبلغ في 10 مايو إفادة شركة دراكس من خلال مشروع إلكتريك إنسايتس أنه في الأشهر الثلاثة الأولى من عام 2023، ولدت توربينات الرياح في بريطانيا كهرباء أكثر (32.4%) من محطات الطاقة التي تعمل بالغاز (31.7%) لأول مرة.
- 18 مايو: أفادت دراسة نشرت في مجلة ساينس أن أكثر من 50% من بحيرات وخزانات المياه العذبة خسرت من حجمها بين عامي 1992-2020.
- 31 مايو: دراسة دولية في مجلة نيتشر، باستخدام النمذجة ومراجعة الأدبيات، تدون وتدمج وتحدد «حدود المنظومة الأرضية الآمنة والعادلة» في سياق استقرار نظام الأرض وتقليل الضرر البشري. توسعوا في الأطر الحدودية السابقة من خلال دمج مفاهيم مثل العدالة في نطاق الجيل الواحد وبين الأجيال، واقترحوا أن إطارهم قد يمكّن بشكل أفضل من وضع أساس كمي لحماية المشاعات العالمية، وأفادوا بأن العديد من حدود المنظومة الأرضية قد جرى تجاوزها بالفعل.[7]
- 15 يونيو: أعلنت خدمة كوبرنيكوس للتغير المناخي أن درجة حرارة الهواء السطحي العالمية قد ارتفعت لمدة 11 يومًا بمقدار 1.5 درجة مئوية (2.7 درجة فهرنهايت) فوق مستويات ما قبل الصناعة للمرة الأولى، وهو الحد المنشود في اتفاقية باريس لعام 2015، الارتفاع الحاصل على مقربة من بداية مرحلة ارتفاع درجة الحرارة لظاهرة إل نينيو.
- 24 يوليو: سجل مركز عوامات البيانات الوطني درجة حرارة غير مسبوقة بلغت 101.1 درجة فهرنهايت (38.4 درجة مئوية) على عمق 5 أقدام (1.5 متر) في خليج فلوريدا في الولايات المتحدة، ما أثار مخاوف بشأن ابيضاض المرجان الكارثي.[8]
- 8 أغسطس: وصل مؤشر الحرارة إلى 70 درجة مئوية (158 درجة فهرنهايت) في ساحل إيران.
- 29 أغسطس: ذكر منشور للوكالة الدولية للطاقة المتجددة أن حوالي 86% (187 جيجاوات) من القدرة المتجددة المضافة في عام 2022 كلّفت أقل من تكلفة الكهرباء المولدة من الوقود الأحفوري.
- 31 أغسطس: أفاد مقال في جيوفيسكال ريسرش ليترز عن «موجة حر غير مسبوقة» في مارس 2022 في القطب الجنوبي وصلت إلى 39 درجة مئوية (70 درجة فهرنهايت) فوق المتوسط، وهو أكبر شذوذ مسجل على الإطلاق في درجة الحرارة عالميًا، وكانت 2 درجة مئوية من الزيادة بسبب الاحتباس الحراري، مع توقع حدوث موجات حارة إضافية بمقدار 5-6 درجات مئوية (9.0-10.8 درجة فهرنهايت) بحلول عام 2100.
- 29 سبتمبر: قدرت دراسة نشرت في مجلة نيتشر كوميونيكيشنز أن التكاليف العالمية للطقس المتطرف الذي يعزى إلى التغير المناخي في السنوات العشرين الماضية بلغت 143 مليار دولار أمريكي سنويًا، وكان 63% منها بسبب الخسائر البشرية في الأرواح.[9]
- 19 أكتوبر: ذكرت دراسة نشرت في ساينتفك ريبورتس أن عدد الأعاصير المدارية في شمال المحيط الأطلسي التي تتراوح شدتها من الفئة 1 إلى إعصار كبير خلال 36 ساعة، قد تضاعفت بين الفترتين 1971-1990 و2001-2020.
- 20 نوفمبر: أفاد مركز كوبرنيكوس الأوروبي للتنبؤات الجوية متوسطة المدى أن 17 نوفمبر كان اليوم الأول الذي تجاوز فيه متوسط درجة حرارة السطح العالمية مستويات ما قبل الصناعة بأكثر من درجتين مئويتين.[10]

## الأحداث والظواهر الطبيعية
- 7 فبراير: خلصت دراسة نشرت في نيتشر كوميونيكيشنز إلى أن 15 مليون شخص على مستوى العالم معرضون لتأثيرات فيضانات البحيرات الجليدية المتفجرة المحتملة، وأكثر من نصفهم من الهند وباكستان وبيرو والصين.
- 13 فبراير: أفادت دراسة نشرت في وقائع الأكاديمية الوطنية للعلوم أن الوفرة المتزايدة للطحالب التكافلية المقاومة للحرارة التي تعيش في الشعاب المرجانية قد سهلت الحفاظ على غطاء مرجاني مرتفع بعد ثلاثة حوادث ابيضاض مرجانية جماعية، ما يشير إلى أن الشعاب المرجانية قد تحافظ مستقبلًا على غطاء مرتفع لعدة عقود، وإن كان ذلك بتنوع منخفض وبشريطة تقليل الضغوطات الأخرى إلى الحد الأدنى.[11]
- 2 مارس: ذكرت دراسة نشرت في مجلة ساينس أن الحرائق الشمالية، التي تمثل عادةً 10% من انبعاثات ثاني أكسيد الكربون العالمية من الحرائق، ساهمت بنسبة 23% في عام 2021، وهي أعلى نسبة على الإطلاق منذ عام 2000. كان عام 2021 عامًا غير طبيعي لأن الغابات الشمالية في أمريكا الشمالية وأوراسيا شهدت بشكل متزامن أكبر عجز في المياه.[12]